# Dani Ndi
Daniel Arnaud Ndi, abrégé Dani Ndi, né le 18 août 1995 à Douala, est un footballeur international camerounais. Il évolue au poste de milieu de terrain au Sporting Gijón.

## Carrière

### En club
Dani Ndi joue son premier match avec le Sporting Gijón en octobre 2014 contre Osasuna.

### En sélection
Il honore sa première sélection le 25 mars 2015 lors d'un match amical contre l'Indonésie.

## Statistiques
| Saison                | Club                  | Championnat           | Championnat | Championnat | Coupe(s) nationale(s) | Coupe(s) nationale(s) | Cameroun | Cameroun | Total | Total |
| Saison                | Club                  | Division              | M.          | B.          | M.                    | B.                    | M.       | B.       | M.    | B.    |
| 2013-2014             | Sporting Gijón B      | Segunda División B    | 9           | 1           | -                     | -                     | -        | -        | 9     | 1     |
| 2014-2015             | Sporting Gijón B      | Segunda División B    | 8           | 0           | -                     | -                     | -        | -        | 8     | 0     |
| Sous-total            | Sous-total            | Sous-total            | 17          | 1           | -                     | -                     | -        | -        | 17    | 1     |
| 2014-2015             | Sporting Gijón        | Liga Adelante         | 21          | 1           | 0                     | 0                     | 4        | 0        | 25    | 1     |
| 2015-2016             | Sporting Gijón        | Liga                  | 15          | 1           | 0                     | 0                     | 1        | 0        | 16    | 1     |
| 2016-2017             | Sporting Gijón        | Liga                  | 6           | 0           | 0                     | 0                     | 1        | 0        | 7     | 0     |
| Sous-total            | Sous-total            | Sous-total            | 42          | 2           | 0                     | 0                     | 6        | 0        | 48    | 2     |
| Total sur la carrière | Total sur la carrière | Total sur la carrière | 57          | 3           | 0                     | 0                     | 6        | 0        | 63    | 3     |